# Армет

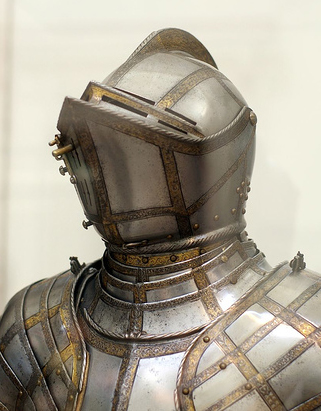
Армет з Гринвічського обладунку

Армет — різновид лицарського шолома, що був розроблений у 15 столітті. Він широко використовувався в Італії, Франції, Англії, нижніх країнах та Іспанії. Він вирізнявся тим, що став першим шоломом своєї епохи, який повністю закривав голову, але був досить компактним і легким та не обмежував рухи носія. Його здебільшого використовували лише воїни, що носили повні латні обладунки.

## Зовнішній вигляд і походження
Оскільки армет був повністю закритим і мав звуження, що повторювали контури шиї та горла, він повинен був мати механічні засоби відкривання та закривання. Типовий армет складався з таких частин:
- кулястий купол (до цього кавалерійські шоломи мали сфероконічний купол);
- підборідник, що складається з двох половинок, що розкриваються, в закритому положенні з'єднуються штифтом;
- друге забрало, що відкидається на потилицю; шолом щільно облягав голову та шию власника.
- Більшість арметів (крім ранніх) були оснащені захистом шиї та ключиць.

Найперший армет що зберігся датується 1420 роком і був виготовлений у Мілані. Таким чином, армет вважається шоломом італійського походження. Армет мав дуже радикальні нововведення порівняно з минулими різновидами шоломів, тому дуже ймовірно, що армет був результатом винаходу одного зброяра чи солдата, а не результатом еволюції попередніх форм. Однак ряд італійських бацинетів, датованих бл. 1400 (іноді їх називають «венеціанськими великими бацинетами») були виявлені в Халкіді, Греція; вони мають одну половинку підбородника (інша нерухома).

## Застосування та різновиди
Армет досягнув апогею своєї популярності наприкінці 15-го та на початку 16-го століть, коли західноєвропейські латні обладунки вже були доведені до досконалості. Термін armet часто застосовувався в сучасному вживанні до будь-якого повністю закритого шолома, однак сучасна наука проводить різницю між арметом і зовні подібним закритим шоломом на основі їх конструкції, особливо способу відкидання забрала. У той час як армет мав дві великі половинки підборідника, які закриваються збоку і прикріплені шарнірами до купола, інші закриті шоломи натомість мали свого роду рухливий виступ, який був прикріплений до тих самих точок повороту, що й забрало, і відкривався вертикально.

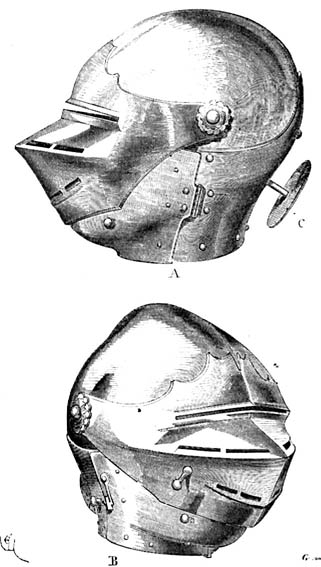
Флорентійський армет

### Класичний італійський армет середини XVст.
Такий шолом був дуже популярний у середині та другій половині XV століття, причому не тільки в Італії. Відмінні риси шолома:
- забрало типу «горобиний дзьоб» (англ. sparrow's-beak visor);
- часто оснащувався ронделем (диском на потиличній частині), що служить для захисту ременя нижнього забрала;
- кольчужний захист шиї практично зник із вживання. Шолом одягався поверх латної бармиці, пластини якої заходили під шолом і таким чином забезпечували достатній рівень захисту плечей та шиї та прийнятну рухливість;
- купол шолома став уже повністю сферичним, у деяких шоломах він кувався з двох половинок і зварювався посередині, місце стику утворювало невеликий гребінь, що служив додатковим ребром твердості;
- дихальні щілини в забралах виконувались у вигляді вузьких прорізів, а не круглих отворів, як це було в інших шоломах.

Такий армет використовувався в комплекті з італійським міланським обладунком. Армет із нижнім забралом із двох половин часто називають арметом першого типу. Пізніше — до кінця XV століття — з'являється армет другого типу, нижнє забрало якого кувалося у вигляді цілісного підборідника, закріпленого на петлі в лівій частині шолома і застібкою праворуч. Саме таким є зображений у книзі Еммануїла Віолле-Ле-дюка флорентійський армет. Крім цього, забрало арметів кінця XV століття стало довшим і закривало підборіддя спереду повністю — пізніше ця риса стане популярною у турнірних арметів XVI століття.

### Максиміліанівський армет

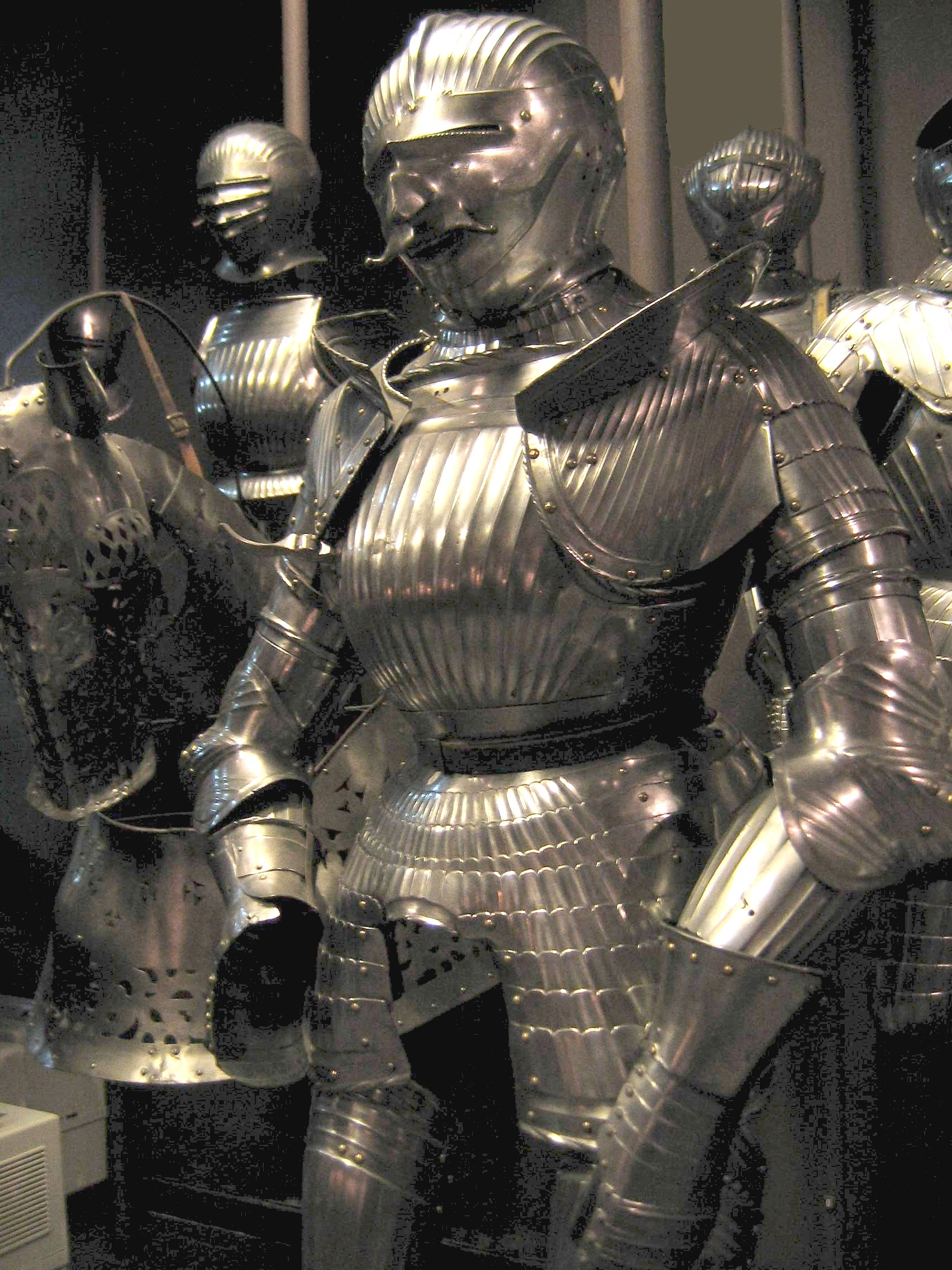
Максиміліанівські обладунки

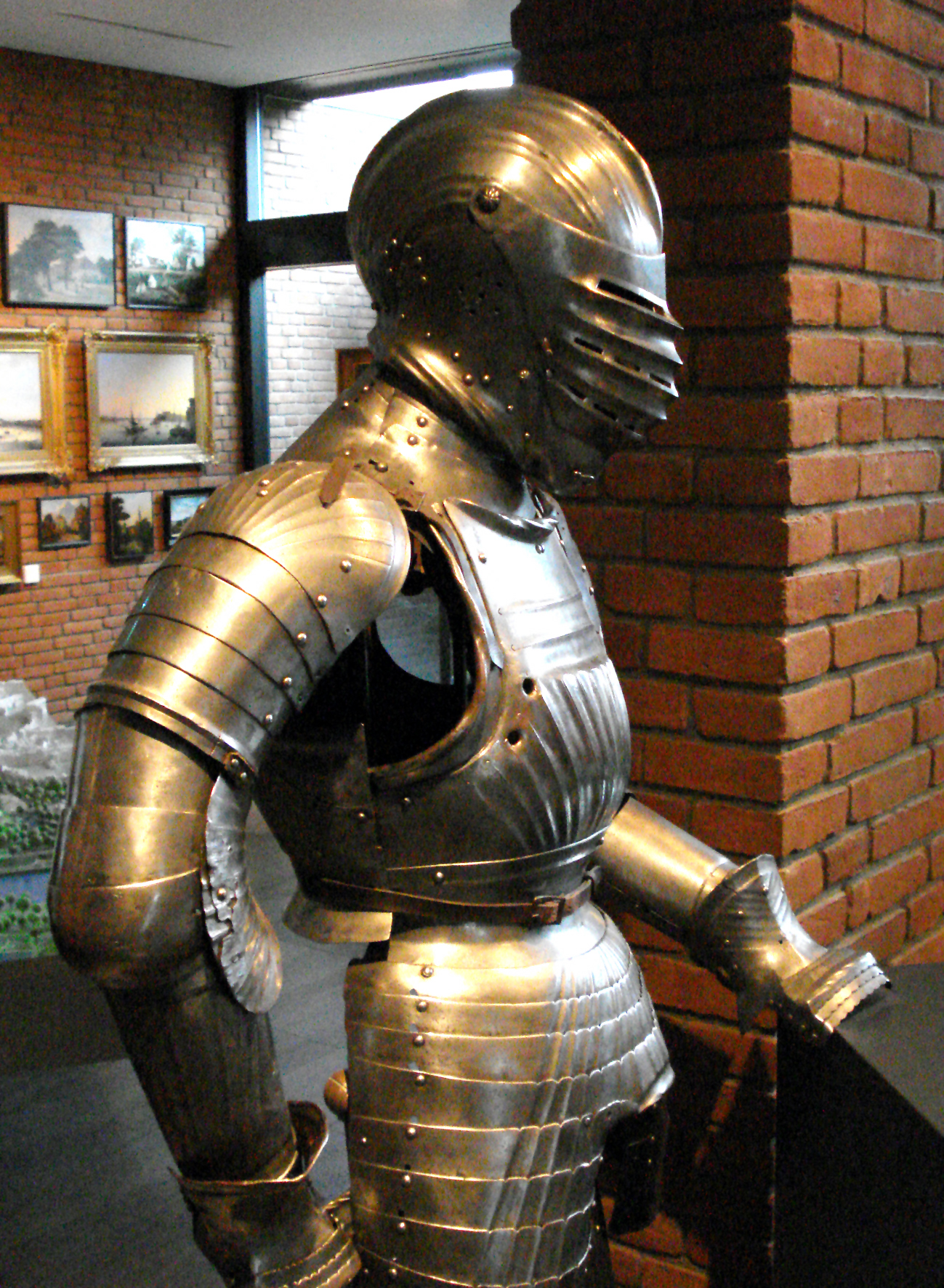
Максиміліанівський армет з забралом гармошкою

На початку XVI століття в Німеччині імператором Максиміліаном I було введено моду на обладунки з рифленими поверхнями — так звані максиміліанівські обладунки. Ці обладунки були синтезом готичної та міланської броні, де з першої бралося рифлення поверхні, а з другої — загальна форма обладунків. Шолом теж був продуктом такого синтезу — це армет італійського фасону, але з гофруванням купола та інших частин. Однією з найбільш примітних особливостей, є забрало, яке мало такі форми:
- «гармошкою» (англ. bellows-visor) — ребристе забрало з горизонтальних ребер і щілин;
- «горобиний дзьоб» (англ. sparrow beak) — класична гостроноса форма забрала, що мала широке поширення протягом двох століть — у XV—XVI століттях:
- класична конструкція із одинарним забралом;
- конструкція, що з'явилася в 20 роки XVI століття, в якій «дзьоб» ділиться на верхнє і нижнє забрало, так що можна відкинути вгору верхнє забрало («розкрити дзьоб») покращивши поле зору, при опущеному нижньому забралі (таке забрало зустрічалося лише у пізніх арметів)
- «мавпяче обличчя» (англ. monkey-face), — має нижче зорових щілин виступаючу частину забрала з широкими вертикальними прорізами, схожу на ґрати;
- «гротескне» (англ. grotesque) — забрало, що мало вигляд гротескної маски у вигляді людського обличчя або морди звіра. Сам шолом мав рифлення та ребро жорсткості у вигляді невисокого гребеня.

Що стосується його конструкції, то було чотири варіанти захисту нижньої частини обличчя:
- з нижнім забралом, що відкидається вгору подібно до верхнього, і нерідко закріпленого на тому ж шарнірі що і верхнє забрало;
- з нижнім забралом, яке не кріпилося на шарнірі, а просто пристібалося спереду;
- з варіантами виконання нижнього забрала як у арметах XV століття першого та другого типу (описаних вище).

З них у Німеччині найбільшою популярністю користувалися варіант з нижнім забралом, що відкидається, і дещо меншою популярністю армет другого типу, у той час, як в Італії були популярні в першу чергу армети першого типу.

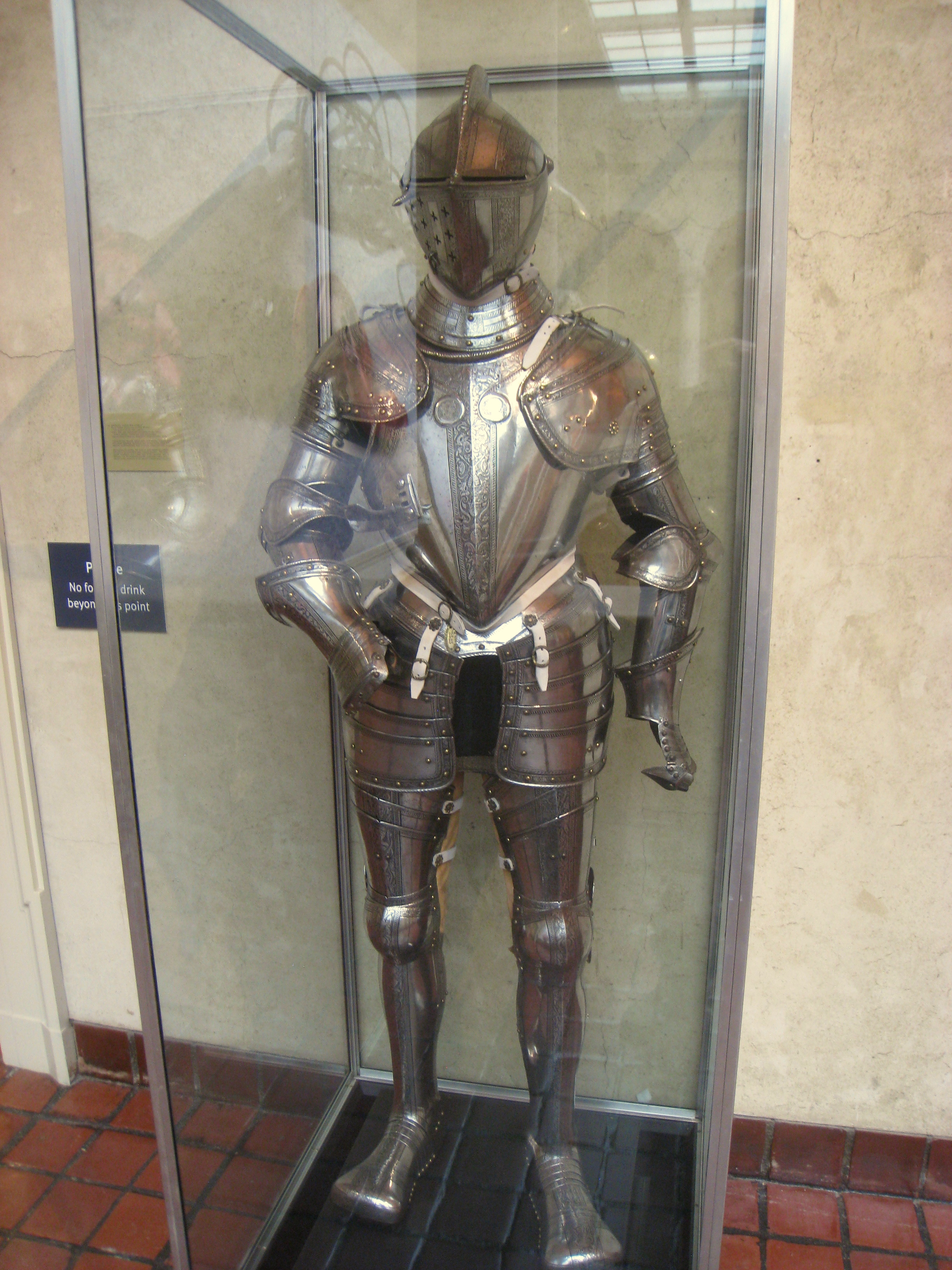
Бойовий армет і обладунки, остання чверть 16 століття

### Армет XVI століття
Після того як максиміліанівські обладунки (які були надзвичайно трудомісткими та дорогими у виготовленні) вийшли з моди, популярними знову стали гладкі обладунки, які не кардинально відрізнялися від міланських зовні. Тому армет середини — кінця XVI століття являє собою подальшу еволюцію міланського армета, спрямовану трьома шляхами:
- Бойовий армет. Конструкція була спрямована на покращення оглядовості та зручність у бою. Такий армет виготовлявся за тим самим принципом, що й міланські армети XV століття, відрізняючись від них формою верхнього забрала, яке закривало все підборіддя, а ряд прямо розташованих оглядових щілин забезпечував непоганий огляд навіть без його підняття.

- Турнірний армет для поєдинку на списах. У Німеччині такий армет називався Geschlossener Helm. Тут конструкція була спрямована на безпеку в штехцойзі. З цією метою, оскільки посадка кавалериста на турнірі була з помітним нахилом вперед — що й визначило появу шоломів «жабина голова» — турнірні армети кувалися з оглядовими щілинами помітно вищими, ніж у бойових зразках. У деяких зразках таких арметів верхнє забрало поділялося на дві частини, щоб забезпечити хоч якийсь огляд учаснику на початку турніру.

Армет залишився популярним саме як турнірний шолом. Однак після смерті короля Генріха II в 1559 р., коли удар списа коннетабля Монтгомері відкинув забрало, і уламок списа смертельно поранив короля в око шолом перестав бути популярним на турнірах. На полях битв армет ще раніше був витіснений бургонетом.